# Synegia transgrisea
Synegia transgrisea är en fjärilsart som beskrevs av Holloway 1976. Synegia transgrisea ingår i släktet Synegia och familjen mätare. Inga underarter finns listade i Catalogue of Life.